# Ligne de tramway 293
La ligne 293, est une ancienne ligne de tramway vicinal à voie normale située dans la province du Brabant qui reliait la gare de Groenendael et Overijse.

## Histoire
La ligne fait partie d'un projet de la Société nationale des chemins de fer vicinaux (SNCV) en 1888 pour établir une ligne entre Bruxelles Midi et Overijse en suivant en partie la chaussée de Waterloo. Le projet n'est accepté que partiellement en deux parties par l'état pour cause de concurrence avec la ligne ferroviaire 161 Bruxelles - Namur entre Bruxelles et Uccle Petite-Espinette (future ligne W Bruxelles - Braine-l'Alleud / Wavre) et le second entre la gare de Groenendael et Overijse.
Cette seconde partie est concédée le 15 février 1892 sous le capital 55 « Groenendael - Overijse »,. La ligne est mise en service en traction vapeur le 15 juillet 1894.
Le service est suspendu en 1934 et remplacé par une ligne d'autobus, il est cependant partiellement rétabli en 1943 à nouveau en traction vapeur en remplacement de la ligne d'autobus,. Après la guerre, le service d'autobus est partiellement rétabli et l'exploitation est partagée,. Cependant, le 13 février 1949 la ligne est supprimée est le service n'est plus assuré que par autobus.

## Infrastructure

### Dépôts et stations
Nom : (gare) : quand le dépôt ou la station est accolé ou proche d'une gare.
Type : D : dépôt , S : station , Sf : si la station sert de gare douanière à la frontière , Sp : si la station est établie dans un bâtiment privé le plus souvent un café ou plus rarement une habitation privée.
| Illustration | Nom       | Type | Commune   | Localisation                | État          | Remarques |
| ------------ | --------- | ---- | --------- | --------------------------- | ------------- | --------- |
|              | Hoeilaart | S    | Hoeilaart | 50° 46′ 04″ N, 4° 28′ 28″ E | Hors service. |           |
|              | Overijse  | DS   | Overijse  | 50° 46′ 13″ N, 4° 32′ 01″ E | Hors service. |           |

## Exploitation

### Horaires
Tableaux : 293 (1931)